# Arnor
L'Arnor (« Terre Royale » en sindarin) est un royaume de la Terre du Milieu, univers de fiction créé par l'écrivain britannique J. R. R. Tolkien. C'est l'un des deux Royaumes en Exil des Dúnedain, qui s'étend à son apogée sur la totalité de l'Eriador, entre les fleuves Lhûn à l'ouest et Bruinen à l'est, avec Annúminas pour capitale. Soumis à des contraintes internes comme externes, il disparaît avant la fin du second millénaire du Troisième Âge, puis réapparaît durant le Quatrième Âge sous le règne d'Elessar Telcontar, nom pris par Aragorn après son accession au trône, premier souverain du Royaume Réunifié de Gondor et d'Arnor.

## Histoire

### Origines

Localisation de l'Arnor, dans la Terre du Milieu

En l'an 3319 du Second Âge, Elendil et ses fils Isildur et Anárion fuient la submersion de l'île de Númenor en direction de la Terre du Milieu. Elendil s'échoue sur les côtes du Lindon, où il est accueilli par Gil-galad. L'année suivante, en 3320, Elendil franchit le fleuve Lhûn et fonde le royaume d'Arnor et sa capitale, Annúminas (« Tour de l'Ouest » en sindarin), sur les rives du lac Evendim, tandis que ses fils fondent le royaume du Gondor au Sud. L'Arnor atteint son apogée après la victoire de la Dernière Alliance des Elfes et des Hommes et la première défaite de Sauron, en 3441, mais Gil-galad et Elendil n'y survivent pas.
Isildur, fils aîné d'Elendil, reprend le titre de roi d'Arnor, et règne alors seul sur les deux royaumes des Dúnedain. Cependant, il est tué dans une embuscade aux Champs aux Iris avec ses trois fils aînés en l'an 2 du Troisième Âge, alors qu'il se rendait dans le royaume du Nord. Son quatrième fils, Valandil, lui succède, mais c'est encore un enfant, et le seigneur elfe Elrond de Fondcombe assure la régence jusqu'à sa majorité. Huit rois succèdent ainsi à Isildur à la tête de l'Arnor.

### Division et ruine
En 861, le dixième roi d'Arnor, Eärendur, meurt. Ses trois fils, incapables de s'entendre, divisent le pays entre eux, donnant naissance aux royaumes d'Arthedain, de Cardolan et de Rhudaur.
- L'Arthedain occupe le nord-ouest, entre la Lhûn, le Brandevin, la Grande Route de l'Est, les Collines du Vent, et la Baie de Forochel.
- Le Cardolan occupe le sud, entre le Brandevin, la Grande Route de l'Est, la Mitheithel, et le Gwathló.
- Le Rhudaur occupe le nord-est, entre les Collines du Vent, la Grande Route de l'Est, la Mitheithel, les Monts Brumeux, et les Landes d'Etten.

Le fils aîné d'Eärendur, Amlaith, devient roi d'Arthedain, tandis que les deux autres royaumes reviennent à ses frères cadets. Durant les siècles qui suivent, les trois pays entretiennent des relations chaotiques, se querellant notamment au sujet d'Amon Sûl, dans les Collines du Temps, qui occupe une position stratégique et où se trouve l'un des trois palantíri du Nord.
Vers 1300, le Roi-Sorcier, serviteur de Sauron, s'installe en Angmar, au Nord du Rhudaur, dans l'objectif d'abattre les royaumes des Dúnedain en profitant de leurs dissensions. Le Rhudaur, où la lignée d'Isildur s'est éteinte, s'allie avec l'Angmar contre l'Arthedain et le Cardolan. En 1409, une grande invasion ravage le Cardolan, et n'est repoussée qu'à grand-peine en Arthedain. Les derniers Dúnedain du Cardolan sont anéantis par la Grande Peste de 1636. C'est vers cette époque que les Hauts des Galgals commencent à être hantés par des esprits maléfiques venus d'Angmar.
L'Arthedain chute à son tour en 1974 : il est envahi et ravagé par les armées du Roi-Sorcier, qui s'empare de sa capitale, Fornost (« Forteresse du Nord » en sindarin) et chasse les derniers Dúnedain vers le Lindon. Le dernier roi, Arvedui, se réfugie dans le Nord et finit noyé dans la baie de Forochel. Cependant, grâce à un effort combiné des Gondoriens, des derniers Dúnedain du Nord et des Elfes de Fondcombe et du Lindon, le Roi-Sorcier est vaincu à son tour l'année suivante et doit fuir l'Eriador.

### Oubli et restauration
Le fils d'Arvedui, Aranarth, choisit de ne pas prendre le titre de roi, faute de sujets sur qui régner. Les derniers Dúnedain du Nord deviennent les Rôdeurs, un peuple secret qui lutte contre les serviteurs de Sauron dans tout l'Eriador, protégeant à leur insu les habitants de la Comté et de Bree.
La lignée d'Isildur perdure à travers les descendants d'Aranarth jusqu'à Aragorn, qui fait renaître l'Arnor de ses cendres à la fin du Troisième Âge. Il fait notamment reconstruire la ville d'Annúminas.

## Lignée du Nord
Sauf mention contraire, toutes les dates sont du Troisième Âge et chaque individu est toujours le fils aîné de son prédécesseur.
| No                         | Nom                              | Naissance | Mort      | Notes |
| -------------------------- | -------------------------------- | --------- | --------- | --- |
| Rois d'Arnor               |                                  |           |           | |
| 1                          | Elendil                          | 3119 S.Â. | 3441 S.Â. | |
| 2                          | Isildur                          | 3209 S.Â. | 2 T.Â.    | |
| 3                          | Valandil                         | 3430 S.Â. | 249 T.Â.  | Quatrième fils d'Isildur. Régence d'Elrond jusqu'en 10.                                                                                        |
| 4                          | Eldacar                          | 87        | 339       | |
| 5                          | Arantar                          | 185       | 435       | |
| 6                          | Tarcil                           | 280       | 515       | |
| 7                          | Tarondor                         | 372       | 602       | |
| 8                          | Valandur                         | 462       | 652       | Mort violente. |
| 9                          | Elendur                          | 552       | 777       | |
| 10                         | Eärendur                         | 640       | 861       | Dernier roi d'Arnor. |
| Rois d'Arthedain           |                                  |           |           | |
| 11                         | Amlaith                          | 726       | 946       | Premier roi d'Arthedain, et premier descendant d'Elendil à prendre un nom sindarin.                                                            |
| 12                         | Beleg                            | 811       | 1029      | |
| 13                         | Mallor                           | 895       | 1110      | |
| 14                         | Celepharn                        | 979       | 1191      | |
| 15                         | Celebrindor                      | 1062      | 1272      | D'abord appelé Celem[?]gil, puis Celebrindol et enfin Celebrindor dans les brouillons de Tolkien.                                              |
| 16                         | Malvegil                         | 1144      | 1349      | C'est sous son règne que le mal gagna l'Arnor.                                                                                                 |
| 17                         | Argeleb Ier                      | 1226      | 1356      | Revendique les deux autres royaumes des Dúnedain du Nord et prend un nom en ar- pour appuyer ses revendications. Tué au combat.                |
| 18                         | Arveleg Ier                      | 1309      | 1409      | Tué lors de l'invasion de l'Arthedain par l'Angmar. D'abord appelé Beleg II dans les brouillons de Tolkien.                                    |
| 19                         | Araphor                          | 1391      | 1589      | Repousse les envahisseurs. D'abord appelé Malvegil II dans les brouillons de Tolkien.                                                          |
| 20                         | Argeleb II                       | 1473      | 1670      | D'abord appelé Arveleg dans les brouillons de Tolkien.                                                                                         |
| 21                         | Arvegil                          | 1553      | 1743      | |
| 22                         | Arveleg II                       | 1633      | 1813      | |
| 23                         | Araval                           | 1711      | 1891      | D'abord appelé Arvallen dans les brouillons de Tolkien, où il est également crédité d'une grande victoire sur l'Angmar en 1851.                |
| 24                         | Araphant                         | 1789      | 1964      | |
| 25                         | Arvedui                          | 1864      | 1975      | Dernier roi d'Arthedain, chassé de Fornost par l'Angmar. Mort noyé dans la baie de Forochel.                                                   |
| Chefs des Dúnedain du Nord |                                  |           |           | |
| 26                         | Aranarth                         | 1936      | 2106      | Premier chef des Dúnedain du Nord. |
| 27                         | Arahael                          | 2012      | 2177      | |
| 28                         | Aranuir                          | 2084      | 2247      | |
| 29                         | Aravir                           | 2156      | 2319      | |
| 30                         | Aragorn Ier                      | 2227      | 2327      | Tué par des loups. |
| 31                         | Araglas                          | 2296      | 2455      | |
| 32                         | Arahad Ier                       | 2365      | 2523      | |
| 33                         | Aragost                          | 2431      | 2588      | |
| 34                         | Aravorn                          | 2497      | 2654      | |
| 35                         | Arahad II                        | 2563      | 2719      | |
| 36                         | Arassuil                         | 2628      | 2784      | |
| 37                         | Arathorn Ier                     | 2693      | 2848      | |
| 38                         | Argonui                          | 2757      | 2912      | |
| 39                         | Arador                           | 2820      | 2930      | Tué par des trolls au nord de Fondcombe. |
| 40                         | Arathorn II                      | 2873      | 2933      | Tué par flèche lors d'une chasse à l'orque avec Elladan et Elrohir.                                                                            |
| 41                         | Aragorn II                       | 2930 T.Â. | 120 Q.Â.  | Dernier chef des Dúnedain du Nord, rétablit les royaumes d'Arnor et de Gondor après la Guerre de l'Anneau et devient roi du Royaume réunifié.  |
| Rois du Royaume réunifié   |                                  |           |           | |
| 41                         | Aragorn II dit Elessar Telcontar | 2930 T.Â. | 120 Q.Â.  | Rétablit les royaumes d'Arnor et de Gondor et devient le premier roi du Royaume réunifié.                                                      |
| 42                         | Eldarion                         | 120 Q.Â.  | 220 Q.Â.  | Fils d'Aragorn II dit Elessar Telcontar et d'Arwen Undómiel, il succéda à son père en l'an 120 du Quatrième Âge comme roi du Royaume réunifié. |

## Géographie

### Villes, cités et forteresses

#### Annúminas
Son nom signifie "Tour de l'Ouest" ou "Tour de l'Occident" en sindarin ("Annún" [Ouest] et "Minas" [Tour]). Annúminas, magnifique cité bâtie par Elendil en l'an 3320 du Deuxième Âge, était la capitale du royaume d'Arnor. Elle était située sur la côte sud-est du lac Evendim (Nenuial en sindarin), près de la source de la rivière Baranduin. La ville contenait un Palantír, nommé « la Clairvoyante d'Annúminas », un des trois palantíri du Nord amenés par Elendil. Elle fut abandonnée en l'an 861 du Troisième Âge, lors de la division de l'Arnor entre les trois fils du roi Eärendur. Elle fut reconstruite après l'an 30 du Quatrième Âge par le roi Elessar (Aragorn II) et devint capitale du Royaume réunifié.

#### Fornost Erain
Son nom, parfois abrégé en "Fornost", signifie "Forteresse nordique des Rois" en sindarin. Fornost, ville fortifiée bâtie autour de l'an 3320 du Deuxième Âge, fut la capitale du royaume d'Arthedain après la division de l'Arnor. Elle était située à l'extrémité sud des Hauts du Nord, au bout de la Grande Route du Nord (la « Chaussée des Morts »). La ville fut gardienne de deux palantíri (celui de la tour d'Amon Sûl et celui d'Annúminas). Elle tomba aux mains du Roi-Sorcier en l'an 1974 du Troisième Âge, lors de la dernière invasion des armées d'Angmar. La ville fut ensuite reprise mais elle fut abandonnée avec la fin du royaume d'Arthedain.

#### Amon Sûl
Amon Sûl signifie « Colline du Vent » en sindarin. On l'appelle aussi le Mont Venteux.

#### Tharbad
Tharbad était un gros port fluvial et carrefour routier bâti avant l'an 3320 du Deuxième Âge. Elle devint la principale ville du royaume de Cardolan après la division de l'Arnor. Elle était située à l'intersection du fleuve Gwathló et de la Grande Route du Sud. La ville fut progressivement désertée après la chute du Cardolan en l'an 1409 T.A.. puis finalement abandonnée en 2912 T.A..

## Adaptations
- Le jeu vidéo de stratégie en temps réel L'Avènement du Roi-Sorcier, sorti en 2006, retrace l'histoire des guerres entre les Dúnedain du Nord et l'Angmar du point de vue du Roi-Sorcier.
- Fornost et Annúminas apparaissent dans le MMORPG Le Seigneur des anneaux online (2007).
- Les ruines de Fornost à la fin du Troisième Âge servent de décor au premier chapitre du jeu La Guerre du Nord (2011).